# Émile Belot
Pour les articles homonymes, voir Belot.
Émile Belot, né le 8 décembre 1857 à Vendôme et mort le 20 janvier 1944 au Mans, est un ingénieur en chef des manufactures de l'État.

## Biographie

### Famille
Émile Belot est le fils de Émile Joseph Belot (1829-1886), historien, et le frère de Gustave Belot (1859-1929), normalien, agrégé de philosophie, inspecteur général de l'enseignement secondaire.
Il est l'arrière-grand-père de Pierre Pincemaille, musicien et organiste français.

### Ingénieur
Polytechnicien (promotion 1877), vice-président de la Société philomathique de Paris, secrétaire général de la Société des Actuaires, membre de l'association pour l'avancement des sciences et lauréat de l'Académie des sciences, il s'est intéressé à l'automation et à la gestion de la production. Il a travaillé sur la fluidité industrielle (1925 Les nouvelles applications du principe de continuité) pour mettre l'accent sur l'utilisation des machines et à ce titre on parle quelquefois de lui comme le Frederick Taylor français,. Ingénieur au sein de la Régie des Tabacs, il est inventeur de différentes machines,, comme la machine à paqueter mécaniquement les cigarettes en 1888, ou une machine pour le conditionnement du tabac en 1914. Ingénieur à la manufacture des tabacs de Nantes, puis au Mans, puis à Paris, directeur de la Manufacture des tabacs du Havre en 1907, puis de celle de Paris-Reuilly, de 1914 à 1928, il est un administrateur à tendance « sociale » ; animateur de la Société de Saint-Vincent-de-Paul, il crée des jardins ouvriers et est parmi les fondateurs du cautionnement mutuel des fonctionnaires en 1908.

### Astronome
Féru d'astronomie, il est membre de la Société astronomique de France à partir de 1904, pour en devenir vice-président de 1920 à 1924, (où il donne des conférences entre 1909 et 1914). Il est également membre du comité de rédaction de L'Astronomie. Travaillant sur la théorie dualiste, il a laissé plusieurs ouvrages, et notamment L'origine des formes de la terre et des planètes, ainsi que L'origine dualiste des mondes (Essai de cosmogonie tourbillonnaire), où il émet l'hypothèse d'un proto-soleil nébuleux entrant en contact violent avec une nébuleuse plus vaste et explique qu'une telle rencontre est à l'origine des systèmes planétaires et de leur organisation selon une spirale logarithmique sur le schéma de laquelle se répartissent les planètes de ce système par absorption tourbillonnaire et concrétion des poussières de la nébuleuse bousculée. Cet ouvrage, salué par Guillaume Bigourdan, sera préfacé par Camille Flammarion. Henri Poincaré, quant à lui, consacre un chapitre de ses cours de cosmogonie donnés à la Sorbonne aux thèses d'Émile Belot.
Il donne à la Société Astronomique de France un cours de cosmogonie qu'il continue à la Sorbonne entre 1912 et 1914. Il reçoit en 1925 le prix des Dames décerné par la Société astronomique de France,.

### Hommages
Émile Belot est chevalier de la Légion d'Honneur le 13 juillet 1895 et officier de la Légion d'Honneur le 10 janvier 1914. 
Il obtient une médaille d'or à l'exposition universelle de 1900 pour ses inventions dans l'industrie du tabac.
Une rue porte son nom dans la ville du Mans.
En 1983, l'ingénieur Lucien Romani évoque les théories d'Émile Belot dans son ouvrage La Naissance du système solaire. Dans les années 2010 sont organisées des journées d'études sur Émile Belot, son frère Gustave Belot et son père Émile Joseph Belot, comme le 16 septembre 2010 à l'école des hautes études en sciences sociales ou le 13 novembre 2014 à la Société française pour l'Histoire des sciences de l'homme.

## Publications

### Ouvrages
- 1911 : Essai de cosmogonie tourbillonnaire (L'origine dualiste des mondes), Paris, Gauthier-Villars
- 1911 : Principe d'organisation systématique des machines et des usines, La Technique Moderne, tome 3, no 10[36]
- 1918 : L'Origine des formes de la terre et des planètes, Paris, Gauthier-Villars[37]
- 1922 : Exposition synthétique de l'origine dualiste des mondes (Cosmogonie tourbillonnaire), Paris, PUF
- 1923 : L'Évolution stellaire et nébulaire étudiée à la lumière de l'évolution organique, Paris, Société philomathique
- 1924 : L'Origine dualiste des mondes et la structure de notre Univers, préface de Camille Flammarion, Paris, Payot
- 1925 : Les Nouvelles Applications du principe de continuité
- 1928 : Émile Belot, Notice sur les titres, travaux scientifiques, astronomiques et géophysiques de M. Émile Belot, Paris, Gauthier-Villars, 1928, 72 p. (lire en ligne).
- 1930 : 1 ̊ Les Systèmes planétaires sont-ils rares ou fréquents dans les univers stellaires. 2 ̊ Métamorphose et évolution de la masse terrestre depuis son émission par le protosoleil jusqu'à sa condensation sphéroïdale, Paris, Masson
- 1931 : La Naissance de la terre et de ses satellites. Leur évolution cosmique, Paris, Gauthier-Villars
- 1932 : Enseignements de la cosmogonie moderne, Paris, Bloud & Gay
- 1934 : préface de l'œuvre de Théo Varlet L'Astronomie. Le nouvel univers astronomique.

### Articles
- Dans La Revue scientifique
  - Émile Belot, « Le système solaire primitif », La Revue scientifique, vol. 48e année, no 25,‎ 17 décembre 1910 (ISSN 0370-4556, lire en ligne, consulté le 8 avril 2023).
  - Émile Belot, « Le problème cosmogonique et les méthodes de la cosmogonie », La Revue scientifique, vol. 52e année, no 12,‎ 21 mars 1914 (ISSN 0370-4556, lire en ligne, consulté le 8 avril 2023).
  - Émile Belot, « L'origine cosmique des formes de la Terre », La Revue scientifique, vol. 54e année, no 11,‎ 10 juin 1916 (ISSN 0370-4556, lire en ligne, consulté le 8 avril 2023).
  - Émile Belot, « Le volcanisme sur la Terre, sur la Lune, dans l'Univers. Le volcanisme expérimental. », La Revue scientifique, vol. 57e année, no 22,‎ 15-22 novembre 1919 (ISSN 0370-4556, lire en ligne, consulté le 8 avril 2023).
  - Émile Belot, « Les actions de la pression de radiation », La Revue scientifique, vol. 62e année, no 9,‎ 10 mai 1924 (ISSN 0370-4556, lire en ligne, consulté le 8 avril 2023).
  - Émile Belot, « Le rôle de l'Astro-physique en géologie », La Revue scientifique, vol. 62e année, no 24,‎ 27 décembre 1924 (ISSN 0370-4556, lire en ligne, consulté le 8 avril 2023).
  - Émile Belot, « La cosmogonie dualiste et tourbillonnaire : Sa méthode et ses preuves », La Revue scientifique, vol. 66e année, no 21,‎ 10 novembre 1928 (ISSN 0370-4556, lire en ligne, consulté le 8 avril 2023).
  - Émile Belot, « L'industrie du tabac en France », La Revue scientifique, vol. 67e année, no 20,‎ 26 octobre 1929 (ISSN 0370-4556, lire en ligne, consulté le 8 avril 2023).
  - Émile Belot, « Le mystère des tectites : Larmes bataviques tombées du ciel », La Revue scientifique, vol. 71e année, no 19,‎ 14 octobre 1933 (ISSN 0370-4556, lire en ligne, consulté le 8 avril 2023).

- Dans L'Astronomie
  - Émile Belot, « Le problème des céphéides », L'Astronomie, vol. 37e année,‎ janvier 1923 (ISSN 0004-6302, lire en ligne, consulté le 6 mai 2023) - étude de l'ouvrage éponyme de Friedrich Nölke (de).
  - Émile Belot, « L'atmosphère supérieure », L'Astronomie, vol. 39e année,‎ novembre 1925 (ISSN 0004-6302, lire en ligne, consulté le 6 mai 2023).
  - Émile Belot, « L'origine des systèmes planétaires d'après Jeans », L'Astronomie, vol. 39e année,‎ novembre 1925 (ISSN 0004-6302, lire en ligne, consulté le 6 mai 2023).

- Dans le Bulletin de la Société philomathique de Paris
  - Émile Belot, « Le volcanisme latent en relation avec les tremblements de terre et les raz de marée », Bulletin de la Société philomathique de Paris, Paris, x, t. XII,‎ 1923, p. 27-33 (ISSN 0366-3515, BNF 34378178).
  - Émile Belot, « Culture et industrie du tabac en France et dans le monde », Bulletin de la Société philomathique de Paris, Paris, x, t. XVII,‎ 1928 (ISSN 0366-3515, BNF 34378178).

- Dans Science et vie
  - Émile Belot, « Sans le soleil, la Terre ne tarderait pas à périr », Science et vie, no 76,‎ octobre 1923 (ISSN 0036-8369).